# Blankajaure
Blankajaure är en sjö i Strömsunds kommun i Jämtland och ingår i Ångermanälvens huvudavrinningsområde. Sjön har en area på 0,12 kvadratkilometer och ligger 657,6 meter över havet. Blankajaure ligger i Frostvikenfjällen Natura 2000-område. Sjön avvattnas av vattendraget Jemesjaureån.

## Delavrinningsområde
Blankajaure ingår i det delavrinningsområde (716777-143925) som SMHI kallar för Utloppet av Blankajaure. Medelhöjden är 697 meter över havet och ytan är 1,5 kvadratkilometer. Räknas de 4 avrinningsområdena uppströms in blir den ackumulerade arean 7,87 kvadratkilometer. Jemesjaureån som avvattnar avrinningsområdet har biflödesordning 5, vilket innebär att vattnet flödar genom totalt 5 vattendrag innan det når havet efter 301 kilometer. Avrinningsområdet består mestadels av skog (76 procent) och kalfjäll (13 procent). Avrinningsområdet har 0,17 kvadratkilometer vattenytor vilket ger det en sjöprocent på 11,6 procent.